# Nocturnes of Hellfire & Damnation
Nocturnes of Hellfire & Damnation — тринадцатый студийный альбом американской хэви-метал группы Virgin Steele. Выход альбома состоялся 17 июня 2015 года на лейбле SPV GmbH. 19 июня альбом вышел в Германии, 23-го — в США. Релизы отличаются также обложкой и трек-листом, для Европы это 2 CD-диска с 29 композициями.
Композиции Queen of the Dead и Black Sun-Black Mass изначально написаны Дэвидом и Эдвардом ещё в 80-х для стороннего проекта под названием Exorcist. Они вышли на единственном альбоме данной группы Nightmare Theatre в 1986 году.
В современном виде, указанные композиции несколько видоизменились как в плане музыки, так и текстов.
Помимо стандартного издания на CD-диске, альбом также был выпущен на виниловой пластинке.

## Список композиций
Все тексты написаны Дэвидом ДеФейсом.
| №                   | Название                  | Музыка                       | Длительность |
| ------------------- | ------------------------- | ---------------------------- | ------------ |
| 1.                  | «Lucifer's Hammer»        | Дэвид ДеФейс, Эдвард Пурсино | 5:41         |
| 2.                  | «Queen of the Dead»       | Дэвид ДеФейс, Эдвард Пурсино | 4:16         |
| 3.                  | «To Darkness Eternal»     | Дэвид ДеФейс                 | 0:57         |
| 4.                  | «Black Sun-Black Mass»    | Дэвид ДеФейс, Эдвард Пурсино | 5:08         |
| 5.                  | «Persephone»              | Дэвид ДеФейс                 | 5:28         |
| 6.                  | «Devilhead»               | Дэвид ДеФейс, Эдвард Пурсино | 5:22         |
| 7.                  | «Demolition Queen»        | Дэвид ДеФейс, Эдвард Пурсино | 8:19         |
| 8.                  | «The Plague and the Fire» | Дэвид ДеФейс, Эдвард Пурсино | 6:29         |
| 9.                  | «We Disappear»            | Дэвид ДеФейс                 | 7:54         |
| 10.                 | «A Damned Apparition»     | Дэвид ДеФейс                 | 1:33         |
| 11.                 | «Glamour»                 | Дэвид ДеФейс                 | 5:19         |
| 12.                 | «Delirium»                | Дэвид ДеФейс                 | 7:33         |
| 13.                 | «Hymns to Damnation»      | Дэвид ДеФейс                 | 6:55         |
| 14.                 | «Fallen Angels»           | Дэвид ДеФейс                 | 6:05         |
| Общая длительность: | Общая длительность:       | Общая длительность:          | 78:59        |

## Участники записи
- Дэвид ДеФейс — вокал, клавишные;
- Эдвард Пурсино — электрогитара;
- Джош Блок — бас-гитара;
- Френк Гилкрист — ударные.
- Продюсер — Дэвид ДеФейс.